# Mi mancherai (album)
Mi mancherai è il quarto album di Natale Galletta, pubblicato nel 1982.

## Tracce

### Lato A
1. Al cinema cu 'tte
2. Mi mancherai
3. L'ammore chiù doce
4. Eternamente
5. L'appuntamento

### Lato B
1. Rivederti
2. Auguri
3. Scherzo d'ammore
4. L'ammore è 'na catena
5. La favola è finita